# Sesamum triphyllum
Sesamum triphyllum är en sesamväxtart som beskrevs av Friedrich Welwitsch och Aschers.. Sesamum triphyllum ingår i släktet sesamer, och familjen sesamväxter. Utöver nominatformen finns också underarten S. t. grandiflorum.

## Bildgalleri

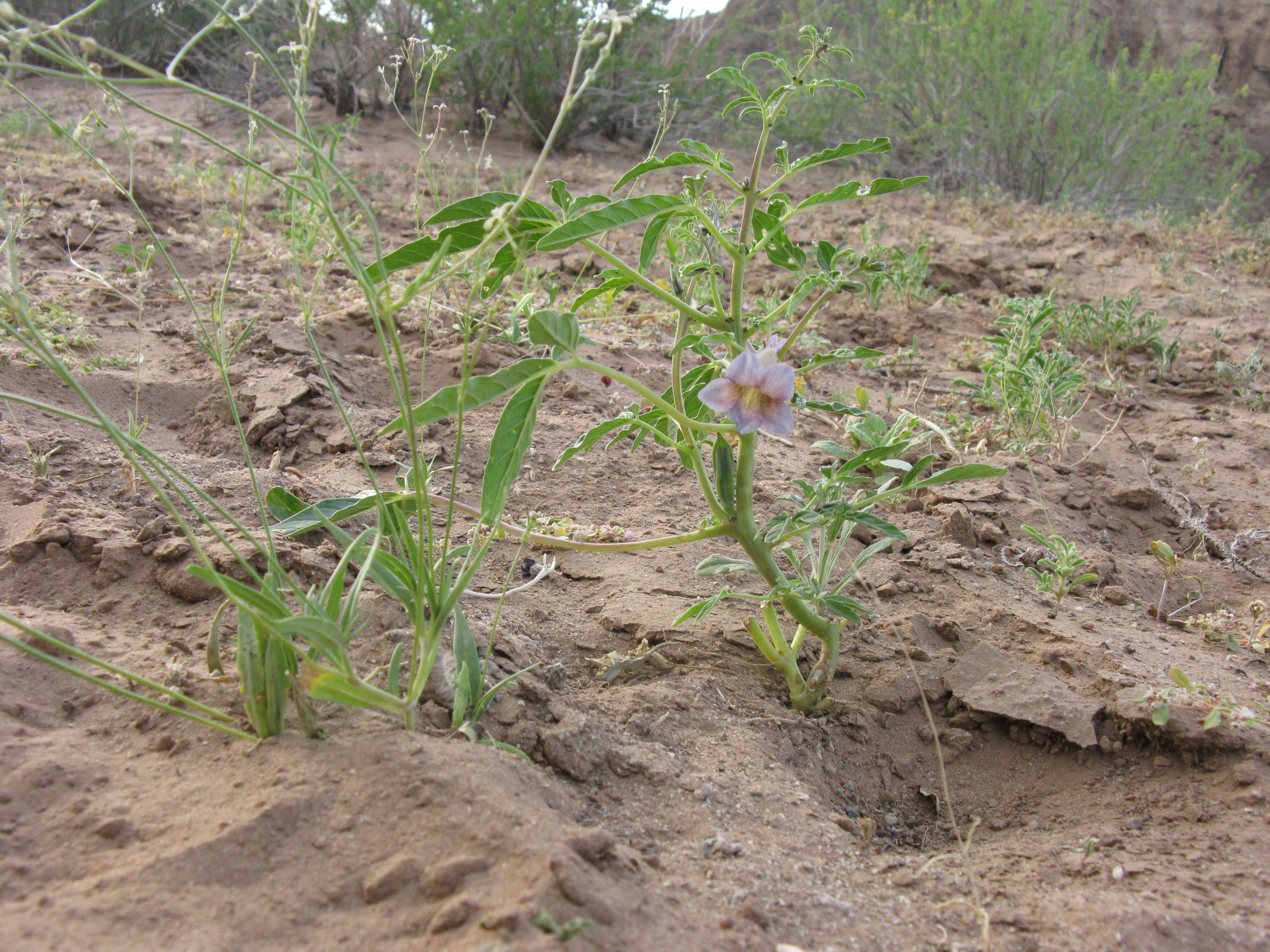
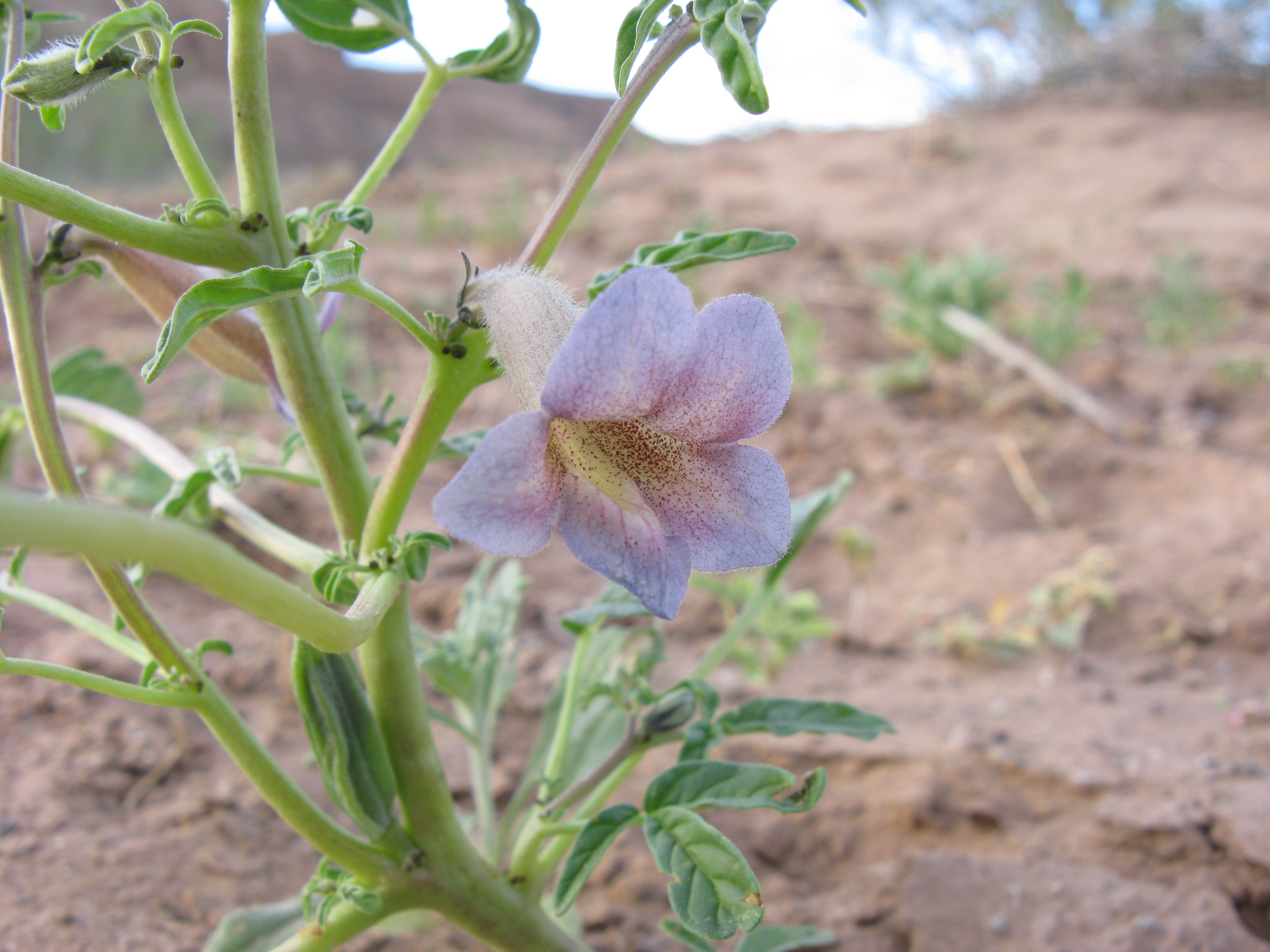
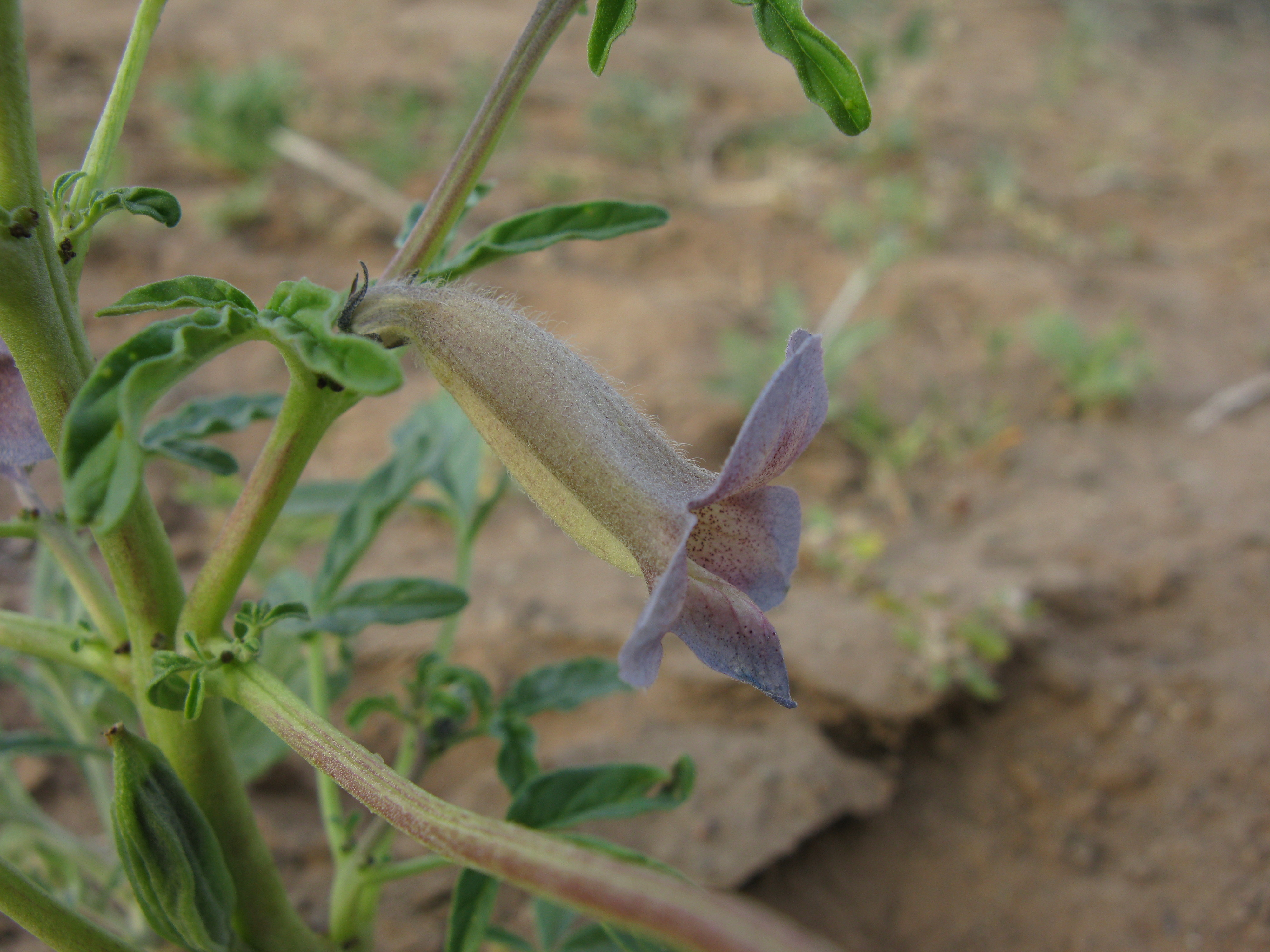
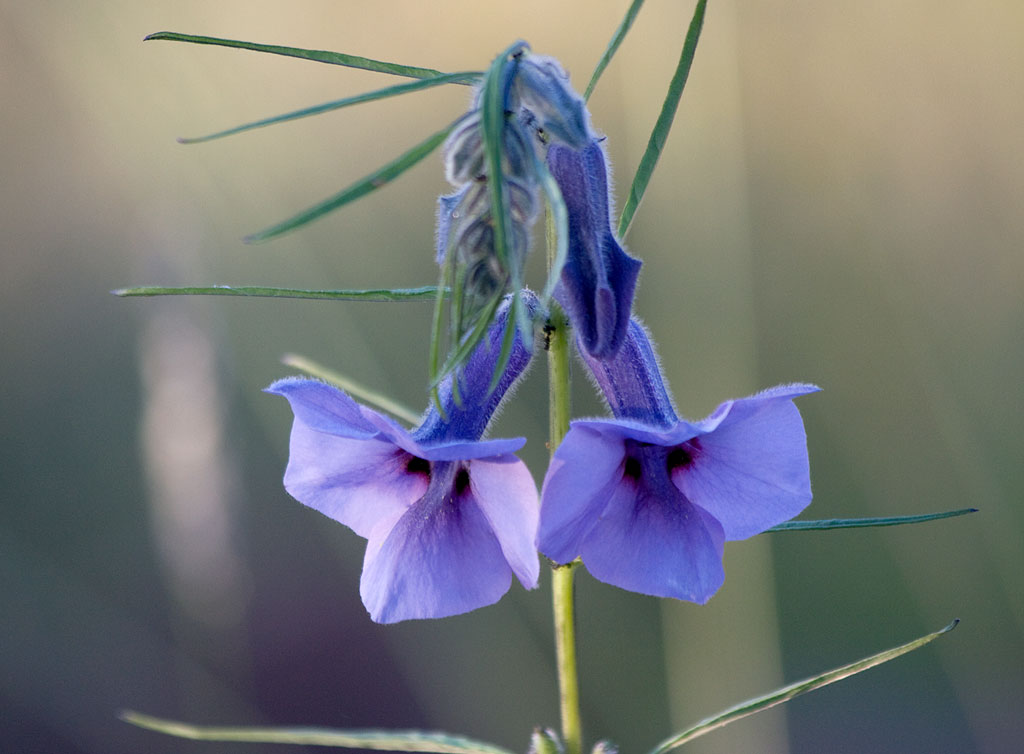